# Pabellón de Venezuela en la Exposición de 1929
El pabellón de Venezuela en la Exposición de 1929 fue el edificio que representó a dicho país en la llamada Exposición Iberoamericana de Sevilla, siendo diseñado por el arquitecto Germán de Falla. A diferencia de los pabellones de los otros países de América Latina, éste tuvo un carácter netamente provisional, razón por la cual es el único de ellos que no ha llegado a nuestros días.

## Historia
La Exposición Iberoamericana fue concebida originalmente para mostrar el hermanamiento de España con sus antiguas colonias en Hispanoamérica, y también con Estados Unidos, Portugal y Brasil. Desde el primer instante, la actitud de los organizadores fue positiva para la participación de  Venezuela en el evento, según lo manifestaba el embajador español en Caracas. Sin embargo, la falta de información y promoción por parte de la Comisión Gestora retrasó la decisión de Venezuela, que debía ser abordada por el Congreso. En la segunda mitad de los años 1920, el reimpulso de la promoción del evento por parte de José Cruz-Conde Fustegueras estrechó las relaciones con América, por lo que Venezuela confirmó su participación en enero de 1927. 
En marzo de ese año, se estipuló que Venezuela expusiese en las Galerías Americanas (hoy convertidas en los almacenes del Puerto de Sevilla), pero dicha decisión fue reconsiderada y modificada en julio de 1928, determinándose que Venezuela contase con un pabellón de carácter provisional, a diferencia de sus hermanas repúblicas. Al no ser un establecimiento permanente, el recinto tendría que ser demolido al culminar la Exposición.
En junio de 1928 se encargó su construcción al arquitecto español Germán de Falla, quien no había tenido residencia en territorio venezolano. Por requerimiento del Gobierno nacional, Falla presentó un proyecto modesto, sobrio y de medianas dimensiones que si bien poseía algunos rasgos historicistas sí los incorporaba más manifiestamente en su patio interior.
El Ayuntamiento de Sevilla entregó la parcela para la construcción del pabellón el 14 de enero de 1929, la cual se ubicó en el Paseo de las Delicias entre los pabellones de Argentina y Guatemala. Fue inaugurado oficialmente el día 25 de octubre de ese año, en un acto que contó con la asistencia del rey Alfonso XIII y la reina consorte Victoria Eugenia. La semana de Venezuela en la Exposición se celebró del 26 al 30 de octubre.

## Exhibición
El catálogo del pabellón, si bien no reporta el diseño del pabellón, entrega información general sobre el contenido del mismo. El portal de entrada estaba decorado con el escudo de armas venezolano, mientras que el patio estaba pintado con colores alegres. Este patio contaba con fuentes y con un árbol en su centro en el que se colocaron orquídeas.
El pabellón constaba de tres salas en las que distribuyeron un aproximado de 600 expositores, y que contenían fotografías y muestras artísticas y decorativas, cada una dedicada a temas concretos:
- Sala 1: dedicada mayormente a la producción industrial minera y de hidrocarburos, haciendo hincapié en la explotación del petróleo. También se mencionaba la producción maderera, licores, raíces y productos medicinales
- Sala 2: más orientado a las artes, la cultura y el comercio pecuario. Muestra de bellas artes, industria textil y tabacalera, derivados lácteos, dulcería, algodón, plumas de garza, farmacéutica, caparazones de tortuga carey, pieles, suela, numismática. Había también una biblioteca de escritores venezolanos.
- Sala 3: mosaicos, producción cafetera y cacaotera, resinas, muestras agrícolas, productos naturales y animales.

Como parte de las actividades de la Semana de Venezuela, se dictaron dos conferencias sobre el país en el Casino Municipal: la primera el 26 de octubre y titulada Lectura y glosa de escritores venezolanos, a cargo de Pedro Emilio Coll; la segunda el 27 de octubre, Aspecto físico y orígenes étnicos de Venezuela, leída por Alfredo Jahn. Ambas conferencias fueron recopiladas en dos libros ese mismo año. 
Adicionalmente, la Semana de Venezuela contó con recitales de música venezolana, muestras de la producción cinematográfica del país, y un baile de gala ofrecido por el Comité de la Exposición en honor de la semana del país. El 28 de octubre, con motivo del onomástico de Simón Bolívar, se hicieron ofrendas florales en el pabellón, se reprodujeron los himnos de los países bolivarianos, y la realización de un banquete para finalizar los homenajes.
El pabellón fue demolido finalmente al término de la Exposición en 1930. En su lugar actualmente hay unas caminerías que forman parte de los Jardines de las Delicias.